# Verlin
Verlin település Franciaországban, Yonne megyében. Lakosainak száma 407 fő (2022. január 1.). Verlin Bussy-le-Repos, Cudot, Précy-sur-Vrin, Saint-Julien-du-Sault és Saint-Martin-d’Ordon községekkel határos.

## Népesség
A település népessége az elmúlt években az alábbi módon változott:
| Lakosok száma | 434  | 443  | 437  | 425  | 415  | 413  | 412  | 409  | 407  |
|               | 2013 | 2015 | 2016 | 2017 | 2018 | 2019 | 2020 | 2021 | 2022 |